# Idiocera teranishii
Idiocera teranishii är en tvåvingeart som först beskrevs av Alexander 1921.  Idiocera teranishii ingår i släktet Idiocera och familjen småharkrankar. Inga underarter finns listade i Catalogue of Life.